# St. Michael (Coswig)

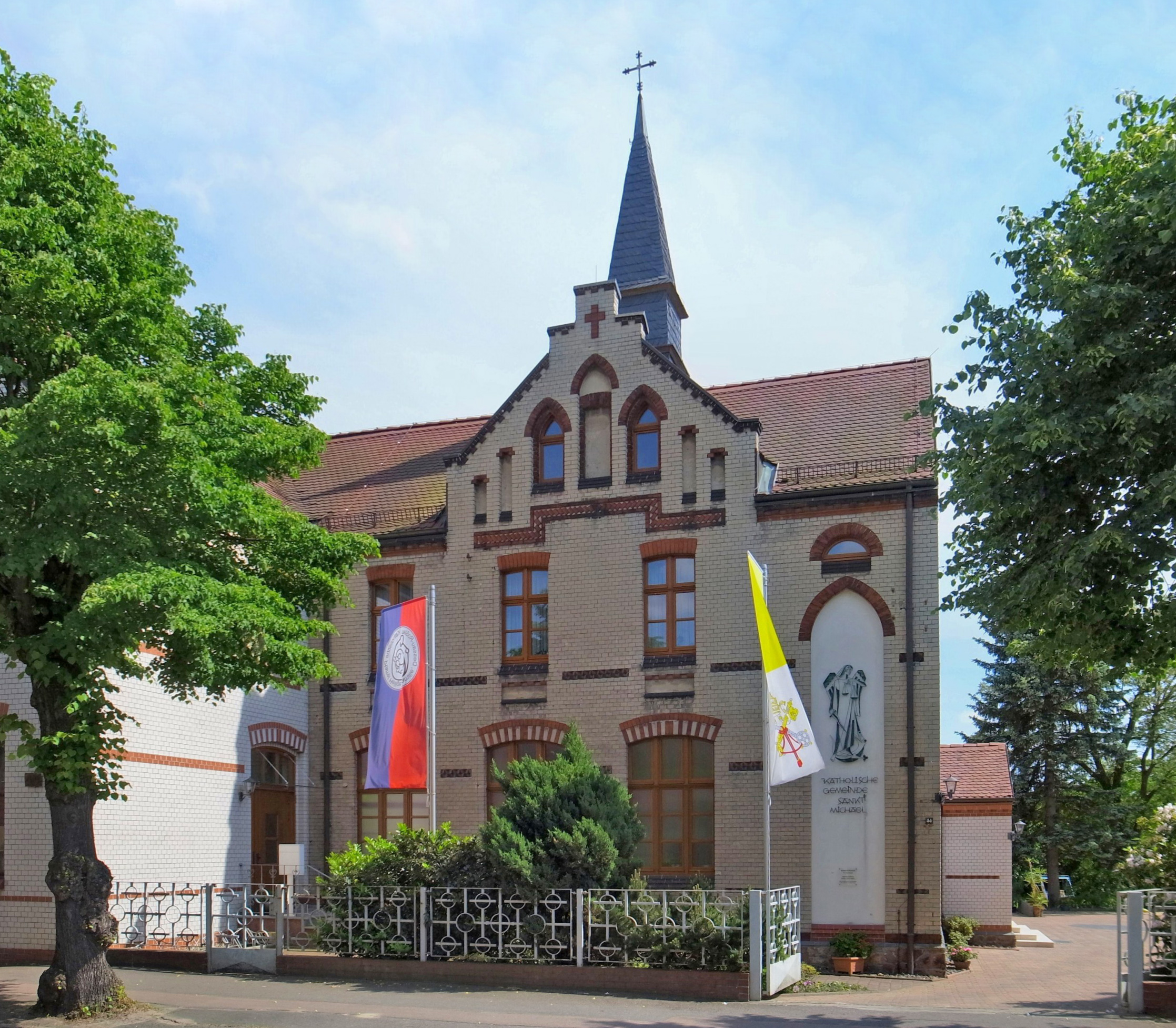
St.-Michael-Kirche

St. Michael ist die römisch-katholische Kirche in Coswig, einer Stadt im Landkreis Wittenberg in Sachsen-Anhalt. Die nach dem Erzengel Michael benannte Kirche gehört zur Pfarrei Heilige Familie mit Sitz in Roßlau im Bistum Magdeburg. Das Kirchengebäude steht im Denkmalverzeichnis als Baudenkmal unter der Erfassungsnummer 094 41220 unter Denkmalschutz.

## Geschichte
Im 16. Jahrhundert wurde in Coswig, das damals zum Archidiakonat Leitzkau des Bistums Brandenburg gehörte, die Reformation eingeführt, wodurch die Einwohner von Coswig protestantisch wurden. 1527 verließen die Dominikanerinnen ihr Kloster, ihre St.-Nicolai-Kirche wurde zur evangelischen Stadtpfarrkirche. Auch das Kollegiatstift St. Marien wurde aufgelöst.
1874 erfolgte im Schloss Coswig die Einrichtung eines Zuchthauses, seit mindestens dem Jahr 1900 fanden in der Kapelle des Schlosses durch Geistliche der Pfarrei Dessau katholische Gottesdienste für die Zuchthausinsassen statt.
Nachdem sich infolge der Industrialisierung gegen Ende des 19. Jahrhunderts wieder Katholiken in Coswig niedergelassen hatten, fanden ab Juni 1901 auch im Gasthaus Elbschlößchen am Markt, ab Oktober 1901 in einer Privatwohnung, katholische Gottesdienste statt. Die Katholiken in Coswig gehörten zunächst zur Pfarrei Dessau. 1902 erwarb die Pfarrei Dessau in Coswig ein Grundstück an der damaligen Schützenstraße, auf dem noch im gleichen Jahr ein Missionshaus und die Kirche erbaut wurden. Ostern 1903 erfolgte im Missionshaus die Eröffnung einer katholischen Schule.
Am 15. April 1905 wurde der Priester Friedrich Liefländer zum Vikar von Coswig ernannt, womit in Coswig eine katholische Gemeinde gegründet wurde. Von 1905 an wurden in Coswig auch katholische Kirchenbücher geführt. Zur katholischen Gemeinde gehörten rund 250 Katholiken und die Ortschaften Buko, Buro, Cobbelsdorf, Coswig, Düben, Göritz, Griebo, Grochewitz, Klieken, Köselitz, Möllensdorf, Pülzig, Senst, Wahlsdorf, Wörpen und Zieko.
Am 1. April 1957 wurde die Kirchengemeinde Coswig zur Pfarrei erhoben.
1993/94 wurde das Missionshaus zur Straße hin durch einen Anbau erweitert, in dem neben einer größeren Wohnung für den Pfarrer auch ein Gemeindesaal eingerichtet wurde. Am 8. Juli 1994 wurde das Bistum Magdeburg gegründet, und die Zugehörigkeit von Coswig wechselte vom Erzbistum Paderborn zum Bistum Magdeburg.
Am 28. Januar 2007 wurde der Gemeindeverbund „Roßlau – Coswig – Zerbst“ errichtet, zu dem außer der Coswiger Michaelskirche auch die Kirchen Mariä Himmelfahrt in Hundeluft, Herz Jesu in Roßlau und St. Jacobus der Ältere in Zerbst gehörten. Damals umfasste die Pfarrei Coswig rund 460 Katholiken. Am 28. November 2010, dem 1. Sonntag im Advent, entstand aus dem Gemeindeverbund die heutige Pfarrei Heilige Familie mit Sitz in Roßlau. Auch Güterglück, wo es früher eine katholische Kapelle gab, kam zur Pfarrei Heilige Familie.
Nach einer umfangreichen Sanierung und Umgestaltung der Kirche weihte Bischof Gerhard Feige am 28. August 2011 einen neuen Altar. Im Zuge der Umgestaltung bekam die Kirche auch einen neuen Ambo, einen neuen Kreuzweg und neue Kirchenbänke. Auch die drei Fenster im Chorraum, die in den 1930er Jahren zugemauert wurden, wurden wieder geöffnet. Bis zur Auflösung der Dekanatsstrukturen im Bistum Magdeburg am 1. September 2023 gehörte Coswig zum Dekanat Dessau.

## Lage und Architektur
Die Kirche steht an der Bundesstraße 187, auf dem Grundstück Puschkinstraße 44. Das Missionshaus, das von einem Dachreiter bekrönt wird, steht parallel zur Puschkinstraße. Daran ist im Rechten Winkel die Kirche angebaut. In dieser Bauweise entstanden damals unter anderem auch die Kirchen Herz Jesu (Atzendorf), St. Josef (Löderburg), St. Joseph (Lützen) und Herz Jesu (Hecklingen).
Drei Glocken, die von Hand geläutet werden, hängen in einem freistehenden Glockenträger im Garten hinter der Kirche.